# カンポン・アイール
座標: 北緯4度55分0秒 東経114度55分0秒 / 北緯4.91667度 東経114.91667度

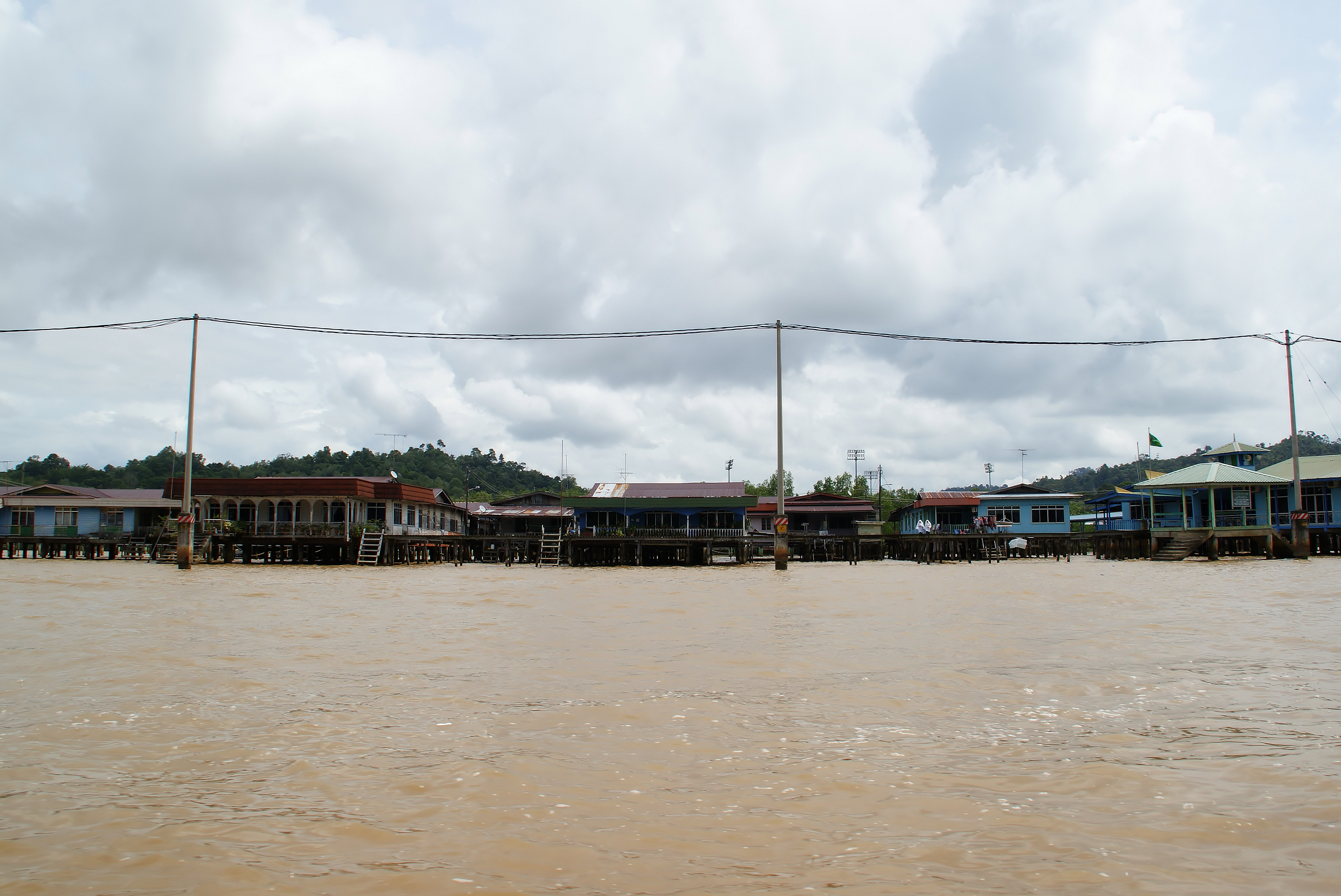
カンポン・アイール

カンポン・アイール（Kampong Ayer）はブルネイのバンダルスリブガワンにある水上集落。カンポン・アイルと表記されているものも多い。

## 概要
ブルネイの首都バンダルスリブガワンのブルネイ川の水上にあり、建物は全て水上に出た支柱の上に建っている。また、通路も支柱の上に木製で作られている。人口は39000人程で世界最大の水上集落となっており、42の村が存在している。

カンポン・アイールは多数の小さな村から出来ており、29km以上に及ぶ歩道橋で互いに繋がっており、学校や警察、商店、ガソリンスタンド、モスク、病院を含めた4200以上の建物が存在している。通路の合計は36kmを超え、これらが各建物を繋いでいる。
私営の水上タクシーが速い移動手段として用いられている。これは長い木製のボートに似た物であり、市の中心部からカンポン・アイール内にある多数の船着場までこれを使って移動する事が行われている。
遠景はスラムのようであるが、水上にありながら電気、水道などのインフラの整備はすすんでおり、エアコン、衛星放送、インターネット等も利用されている。また、住民の中には鉢植えの植物や鶏、猫を飼育している者もいる。住民の大多数はムスリムであり、国家公務員として働いている人が多い。市の人口の約4分の1の人が暮らしている。
カンポン・アイールに人が居住し始めたのは1300年以上前に遡る。1521年にはフェルディナンド・マゼランに同伴したアントニオ・ピガフェッタはここを「東洋のベニス」と称した。川の上に住んでいた人の国と云う起源を保存しており文化的に重要な地域である。ブルネイ・ダルサラーム大学の地理学者、アブドゥル・アジズによると、カンポン・アイールは東南アジアで最も著名で大きい水上集落であり、「歴史的にブルネイの中心地であり、ボルネオの重要な貿易の中心地の一つである」との事である。
ブルネイの国家遺産であるカンポン・アイールを保存するため、政府は歩道橋やコンクリートの波止場、水道管、電気、電話、学校、モスク、病院、警察署、海洋消防署等を建設した。6つの行政体が完全なる水上集落として知られているが、行政的には分かれていると見做されている。
観光客はヤヤサン・スルタン・ハジ・ハサナル・ボルキアの横から水上タクシーを用いて訪れる事が出来る。